# Cacapon Inlet
Das Cacapon Inlet ist eine fjordähnliche Bucht zwischen der Thomas-Insel und der Fuller-Insel inmitten des Highjump-Archipels. Sie wird im Westen durch die Edisto-Gletscherzunge und im Osten durch die Knox-Küste des Wilkeslands begrenzt.
Kartiert wurde sie anhand von Luftaufnahmen der United States Navy bei der Operation Highjump (1946–1947). Das Advisory Committee on Antarctic Names benannte sie nach der USS Cacapon, einem bei dieser Expedition eingesetzten Tanker.